# Der Biberpelz (1949)
Der Biberpelz ist ein deutscher Spielfilm der DEFA von Erich Engel aus dem Jahr 1949 nach dem gleichnamigen Bühnenstück von Gerhart Hauptmann aus dem Jahr 1893.

## Handlung
In einem Vorort von Berlin, um das Jahr 1880, lebt der Rentier und Hausbesitzer Wilhelm Krüger mit seiner Gattin. Mieter in seinem Haus sind der arbeitsscheue Herr Motes mit seiner Frau und Dr. Fleischer, ein Schriftsteller, der sich für einige Wochen zur Erholung eingemietet hat. Eines Tages, am späten Abend, bekommt Krüger eine von ihm bestellte Lieferung Brennholz, die vor dem Grundstück abgeladen wird. Aber das Dienstmädchen Leontine Wolff weigert sich, mit dem Hinweis auf ihren freien Abend, das Holz noch in den Keller zu bringen. Bei dem Versuch Krügers das Holz allein zu transportieren, fällt er die Kellertreppe hinunter, wobei die mitgenommene Lampe zerbricht und das Petroleum über den Mantel mit dem Biberpelzkragen läuft. Um den Gestank loszuwerden, hängt er den Mantel auf den Balkon zum Lüften.
Leontine will sich mit dem von ihr geliebten Gendarmen Schulz treffen, der aber vorgibt wenig Zeit zu haben, da sein Interesse an ihr bereits wieder erloschen ist. Sie beschließt, nicht mehr bei den Krügers zu arbeiten und geht zu ihren Eltern nach Hause. Hier kommt sie gerade recht, um beim Ausnehmen eines, vom Vater gewilderten, Rehs zu helfen. Im Gespräch erzählt sie der Mutter, dass sie von der Familie Krüger nur ausgenutzt wird und gibt als Beispiel das gelieferte Holz an, welches noch ins Haus gebracht werden sollte. Hier wird Mutter Wolffen hellhörig und beschließt, dieses auf dem Rückweg vom Schiffer Wulkow, dem sie das Reh verkaufen will, dem es aber zu teuer ist, mitzunehmen. Wulkow erzählte aber auch von seinem Rheuma, was ihn schon seit langem plagt und er für einen Pelz viel Geld ausgeben würde. Beim Diebstahl des Holzes sieht Frau Wolff den auf dem Balkon hängenden Mantel, aber macht sich noch keine Gedanken.
Am nächsten Morgen wird Auguste Wolff bei der Familie des Amtsvorstehers Wehrhahn zum Waschen der Wäsche erwartet. Hier erscheint auch Wilhelm Krüger um den Diebstahl seines Holzes anzuzeigen. Da Friedrich von Wehrhahn aber sein wachsames Auge lieber auf den politisch verdächtigen Dr. Fleischer richtet, hat er für solche Bagatellen kein Ohr und schickt Krüger wieder nach Hause, auch um den nach Petroleum riechenden Mantel nicht mehr um sich zu haben. Den Hinweis auf Dr. Fleischer hat er von Herrn Motes erhalten, der jede Gelegenheit nutzt, andere Leute anzuschwärzen und sich bei der Obrigkeit lieb Kind zu machen. Da Frau Wolff auch im Haus ist, bekommt sie das ganze Geschehen mit. Am Abend erfährt sie von Leontine, dass diese von Schulz schwanger ist. Aber Mutter Wolffen hat schon wieder wichtige Sachen vor. Sie begibt sich auf den Weg zum Haus der Krügers, um den Biberpelzmantel vom Balkon zu stehlen und dem Schiffer Wulkow zu verkaufen. Mit diesem Geld will sie einen großen Teil ihrer Schulden begleichen.
Am nächsten Tag steht die Geburtstagsfeier von Wehrhahns Ehefrau Regine an und Frau Wolff wird zur Unterstützung in der Küche gebeten. Diese führt sich gleich positiv ein, da sie einen Rehbraten von der anderen Seite des Flusses besorgen kann, wozu der Oberförster nicht in der Lage war. Auf diese Art ist sie auch gleich noch das gewilderte Reh losgeworden. In den Vormittagsstunden wird der Schriftsteller Dr. Fleischer wegen des Besitzes staatsfeindlicher Schriften festgenommen. In dieser Situation kommt der Rentier Krüger zum Amtmann Wehrhahn, um den Diebstahl seines Biberpelzes anzuzeigen. Er regt sich stark darüber auf, dass der Amtmann seinen ruhigen Mieter verhaftet, sich aber nicht um die Diebstähle kümmert. Als Ergebnis kann er sich die Gefängniszelle mit Dr. Fleischer teilen. Dabei häufen sich die Beweise, dass alle Spuren zur Familie Wolff führen, nur der Amtmann will nichts davon hören. Da seine Feier aber so gut gelungen war, lässt dieser, in einem Anflug von Großzügigkeit, die beiden Gefangenen frei.

## Produktion
Der Biberpelz wurde von der Herstellungsgruppe Herbert Uhlig im Atelier Berlin-Johannisthal in Schwarzweiß gedreht. Die Außenaufnahmen entstanden auf dem Außengelände von Studio Babelsberg sowie in Potsdam und Umgebung. Er hatte am 21. Oktober 1949 im Berliner Kino Babylon und im Berliner DEFA-Filmtheater in der Kastanienallee Doppelpremiere. Der Film lief im Film-Austausch auch in den Berliner Westsektoren, und zwar ab 29. November 1949 im Metro-Palast (Neukölln) und im Kino am Lietzensee (Charlottenburg), Anschließend kam er in die Kinos der Bundesrepublik. Vom Fernsehzentrum der DDR wurde der Film erstmals am 20. September 1953 ausgestrahlt.

## Auszeichnungen
Die Freiwillige Selbstkontrolle der Filmwirtschaft in Wiesbaden erteilte dem Film das Prädikat „künstlerisch wertvoll“.

## Kritik
Das Lexikon des internationalen Films bezeichnete den Film als die literarisch exakte DEFA-Verfilmung der Satire auf das wilhelminische Deutschland, die mit Nachdruck das sozialkritische Element betont. Regie und Darstellung stehen auf überdurchschnittlichem Niveau.
Herbert Ihering schrieb in der Berliner Zeitung, dass es schon einmal einen „Biberpelz“-Film mit Ida Wüst und Heinrich George gab, der Hauptmann unerträglich vergröberte. Es waren aber die Jahre, als alles vergröbert wurde. Der neue Film, so sehr er von der Handlungsführung des Originals abweicht, verletzt nie die Bedeutung des Stoffes. Er ergänzt die Figuren, aber das widerspricht nicht ihrer dramaturgischen Funktion, da es sich nicht um fotografiertes Theater, sondern um einen Film handelt.